# Charles Domis de Semerpont
Charles Léon François de Paule Ghislain Domis de Semerpont (Brussel, 19 november 1802 - aldaar, 13 maart 1878) was een Belgisch burgemeester en edelman.

## Biografie

### Familie
Charles Domis was een zoon van Jean-Paul Domis, raadsheer in het hof van beroep in Brussel, en Marie-Augustine de T'Serclaes. Een voorvader was in 1673 als raadsheer bij de Raad van Brabant ten persoonlijke titel geadeld. 
Hij trouwde in 1827 in Brussel met Hyacinthe-Cécile Cornet d'Elzius de Peissant (1807-1894). Ze kregen een zoon en een dochter.
- Jules Domis de Semerpont (1828-1899), secretaris-generaal van het ministerie van Justitie, lid van de Raad van Adel en burgemeester van Beigem, trouwde in 1873 in Brussel met Florence de T'Serclaes de Wommersom (1850-1905), dochter van baron Oscar de T'Serclaes de Wommersom, genealoog en heraldicus. Ze kregen vijf dochters.
- Marie Domis de Semerpont (1833-1865), trouwde in 1858 in Brussel met baron Victor Cogels (1822-1866), zoon van baron Edouard Cogels, volksvertegenwoordiger en senator. Ze kregen een zoon en een dochter, met afstammelingen tot heden. Ze waren de schoonouders van baron Albert Snoy.

In 1870 kreeg hij vergunning om de Semerpont aan de familienaam toe te voegen en in 1873 werd hij erkend in de erfelijke Belgische adel.
De familie doofde uit in mannelijke lijn bij de dood van Jules in 1899 en in vrouwelijke lijn bij de dood van Gabrielle Domis in 1953.

### Loopbaan
Domis de Semerpont was provincieraadslid van Brabant en burgemeester van Beigem.